# Alfredo Ricci
Alfredo Ricci (Roma, 24 gennaio 1864 – Roma, 9 settembre 1889) è stato un pittore, illustratore e acquerellista italiano.

## Biografia
Artista precoce e di squisita sensibilità, frequentava saltuariamente i corsi dell'Accademia di San Luca, ma sembrava svogliato, come se  seguisse più il suo istinto che gli insegnamenti dei maestri. Di lui si conosce pochissimo, per il carattere schivo e per la brevità della vita. Sulla sua arte mancano studi recenti. A Torino, all'età di venti anni, ha presentato un olio dal titolo "Desideri" e a Roma, nel 1885, ha esposto "L'Ozio". Riempiva album e fogli sparsi di bozzetti, di schizzi, di acquerelli, di studi, di pastelli, seguendo più l'estro del momento che un programma razionale e preciso. Oggi la maggior parte di queste opere sono alla Galleria nazionale d'arte moderna di Roma, dove sono anche conservati gli oli "La raccolta delle mandorle" e "Musica mistica", del 1886, che rappresenta un organista. Si conoscono anche una serie di teste di bambini, immagini fresche, delicate, deliziose. Con rara sensibilità cromatica ha colto aspetti e paesaggi della campagna romana. Nel 1886 aderì a In arte libertas, la nuova associazioni di artisti voluta da Nino Costa per rinnovare l'arte italiana, facendola uscire dalle strettoie dell'accademia che la rendeva fredda e ripetitiva.
Alfredo Ricci frequentava il Caffè Greco, dove si incontravano pittori come Giuseppe Cellini, Mario de Maria, Alessandro Morani, Giulio Aristide Sartorio, insieme all'immancabile Cesare Pascarella che costantemente si mescolava ai più vivaci esponenti dell'arte contemporanea. Questo gruppo di artisti gravitava intorno alla rivista "Cronaca bizantina" che, ispirandosi al preraffaellismo e al simbolismo, rappresentava un tentativo di far uscire la cultura romana da una posizione di estraneità, rispetto alle nuove correnti artistiche europee. Proprio al Caffè Greco, Gabriele d'Annunzio cercava gli artisti idonei per una edictio picta della sua "Isaotta Guttadauro", la sua nuova raccolta di poesie. A questa singolare operazione editoriale - nata da un'idea di Giuseppe Cellini, pubblicata nel 1886 e considerata il primo esempio di libro d'arte italiano - Alfredo  Ricci partecipò con due illustrazioni originali.